# Rainer Feldmann
Rainer Feldmann (* 1957) ist ein deutscher Gitarrist.

## Leben
Feldmann studierte Gitarre bei Inge Stahl-Wilczok an der Hochschule für Musik „Hanns Eisler“ Berlin. Konzertreisen führten ihn durch Europa und nach Nordamerika. Er arbeitete mit Musikern wie Hartmut Höll, Mitsuko Shirai, Markus Schäfer und Hermann Prey zusammen. Im Duo mit seinem Bruder Klaus Feldmann veröffentlichte er mehrere CDs mit Werken von Johann Sebastian Bach, Felix Mendelssohn Bartholdy und Joaquín Rodrigo. Er ist Professor für Gitarre an der Universität der Künste Berlin.